# Jussi Sydänmaa
Jussi Sydänmaa ps. Amen (ur. 26 czerwca 1972 w Mäntsälä w Finlandii) – fiński muzyk i instrumentalista, gitarzysta grupy muzycznej Lordi. W zespole jest od 1996 roku. W Lordi przebiera się za mumię (dawniej w bandażach). Jego zespół (Lordi) w 2006 roku wygrał konkurs Eurowizji.
Sprzęt: Gitary Tokai (m.in. Tokai LS-75Q), Gibson Les Paul;